# Бёрнс, Уильям Джозеф
Уильям Джозеф «Билл» Бёрнс, или Бернс (англ. William Joseph "Bill" Burns; род. 4 апреля 1956, Форт-Брэгг, Северная Каролина) — американский государственный деятель и дипломат. Директор Центрального разведывательного управления в администрации Джо Байдена.
Заместитель Государственного секретаря США в 2011—2014 годах, и. о. Государственного секретаря США 20—21 января 2009 года. Посол США в Российской Федерации (2005—2008), посол США в Иордании (1998—2001).

## Биография
Уильям Джозеф Бёрнс родился 4 апреля 1956 года в городе Форт-Брэгг в штате Северная Каролина. Отец Бёрнса был генерал-майором армии США.
Бёрнс окончил университет имени Ла Салля, где учился на историческом факультете и получил степень бакалавра в 1978 году. В 1981 году он получил магистерскую и докторскую степени в Оксфордском университете, где был стипендиатом Маршалла. В Оксфорде Бёрнс изучал международные отношения. Позднее он также получил почётную степень доктора юстиции университета Ла Салля. В 2011—2014 годах занимал должность первого заместителя Государственного секретаря США. С 2015 года — президент Фонда Карнеги за международный мир.
Бёрнс владеет русским и арабским языками.
Женат на Лизе Карти (англ. Lisa Carty), имеет двух дочерей, Элизабет и Сару.

## Карьера
На дипломатической службе с 1982 года.
В 1998—2001 годах — посол США в Иордании.
В 2001—2005 годах — помощник Государственного секретаря США по делам Ближнего Востока.
В 2005—2008 годах — посол США в России.
В 2008—2011 годах — заместитель Государственного секретаря США по политическим вопросам. 20—21 января 2009 года исполнял обязанности Государственного секретаря США (после отставки Кондолизы Райс и до вступления в должность Хиллари Клинтон).
С июля 2011 года — первый заместитель Государственного секретаря США.
С февраля 2015 по 1 ноября 2021 года — президент Фонда Карнеги за международный мир.
Директор ЦРУ
11 января 2021 года избранный президент Джо Байден объявил о назначении Бёрнса на пост директора ЦРУ. 18 марта его кандидатура была одобрена Сенатом вскоре после того, как сенатор-республиканец из Техаса Тед Круз перестал препятствовать проведению этого голосования. После утверждения на посту главы ЦРУ Бёрнс стал первым карьерным дипломатом, возглавившим эту спецслужбу.
2 ноября 2021 года впервые посетил Россию в новой должности, проведя встречу с секретарём Совета безопасности РФ Николаем Патрушевым.
По сообщению Си-эн-эн, в начале октября 2022 года тайно посетил Киев где, встречался с президентом Владимиром Зеленским и другими официальными лицами. Источник Си-эн-эн в правительстве США сообщил:
Находясь там, он подтвердил приверженность США оказанию поддержки Украине в её борьбе с российской агрессией, включая постоянный обмен разведданными.
Газета Politico 18 апреля 2024 года выпустила статью с предупреждением от Уильяма Бёрнса, прозвучавшего на фоне прогнозируемого наступления России в Украине. В своём заявлении директор ЦРУ сделал предупреждение законодателям на Капитолийском холме, из которого следовал вывод о возможности Киева проиграть войну к концу 2024 года:

«Благодаря тому импульсу, который будет получен от военной помощи, как практически, так и психологически, украинцы вполне способны продержаться до 2024 года … но если это не пройдёт через Конгресс, „картина станет гораздо более ужасной“ … Существует вполне реальный риск того, что украинцы могут проиграть на поле боя к концу 2024 года или, по крайней мере, поставить Путина в такое положение, когда он сможет, по сути, диктовать условия политического урегулирования»

## Бёрнс в WikiLeaks
В депеше от 26 октября 2007 года, опубликованной на сайте WikiLeaks, Ульям Бёрнс следующим образом докладывает в Вашингтон по поводу экспорта российских вооружений и военной техники:

Ряд военных экспертов приписывает решение России продавать оружие, в котором Венесуэльская армия, очевидно, не нуждается, интересам чиновников как венесуэльского, так и российского правительств в получении «откатов» со сделок…

Третий фактор, который (…) стоит за намерением России продавать оружие этим странам (Венесуэла, Иран, Сирия), заключается в комплексе неполноценности перед Соединёнными Штатами и желании восприниматься на мировом уровне серьёзным партнером. (…) По мере того, как усиливаются отношения США с Грузией, в России также звучат ностальгические призывы относительно возвращения в Латинскую Америку (откуда Россия ушла по собственной воле, в том числе по воле Путина). Хотя прибыль рассматривается всеми экспертами как главная цель России, все указывает на второстепенную цель — вызвать раздражение США путём продажи оружия анти-американским правительствам в Каракасе и Дамаске…

Американские озабоченности воспринимаются с цинизмом, как недовольные жалобы конкурента, и рассматриваются через призму мировосприятия (…), где Запад пытается тормозить развитие России, в том числе отрывая её от рынков вооружений.

## Награды

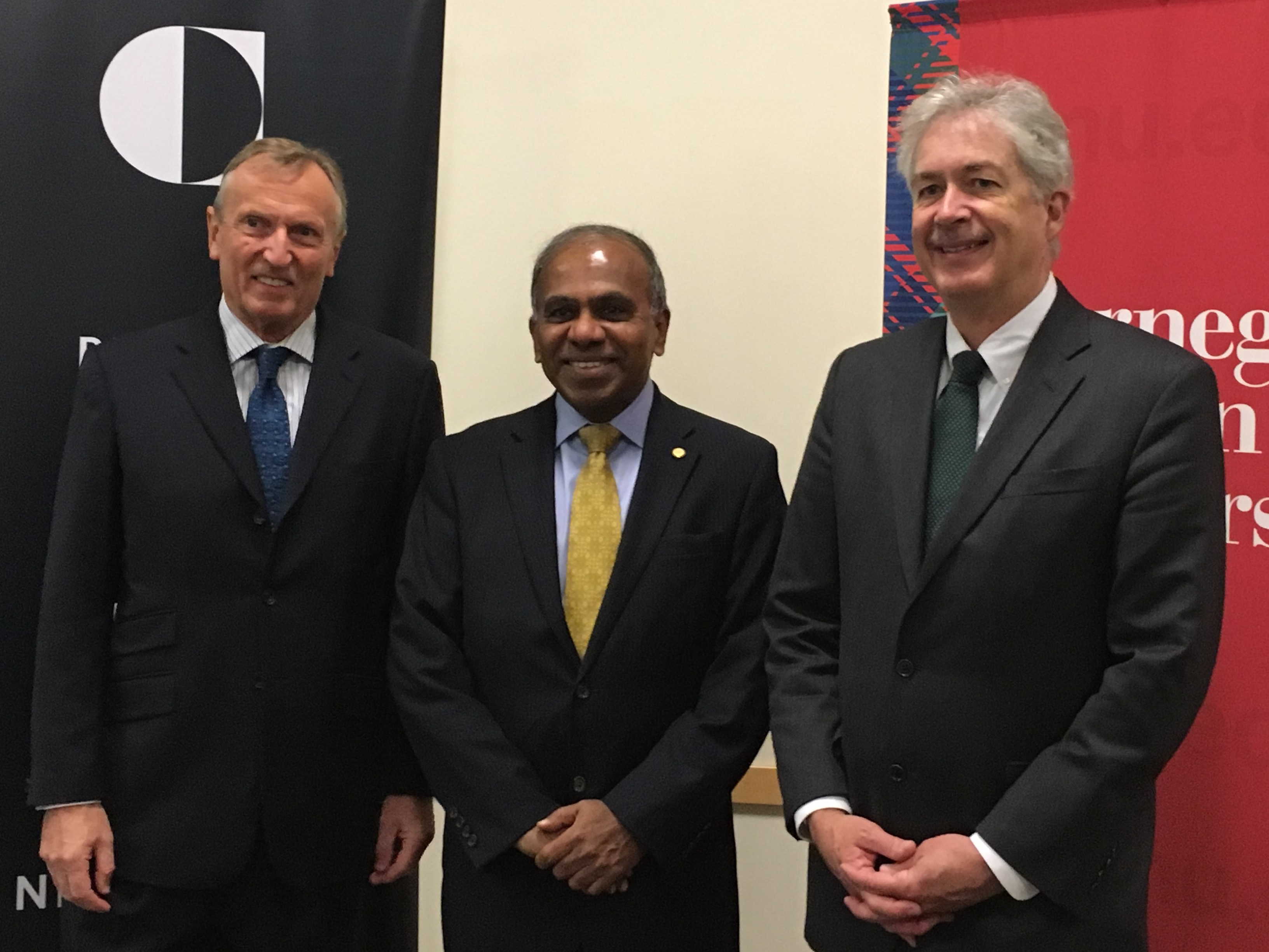
Бёрнс с президентом Университета Карнеги — Меллона Саброй Сереш (посередине) и заместителем генерального секретаря МСЭ Малкольмом Джонсоном (слева), 2016 год

Бёрнс получил две президентские награды за выдающуюся государственную службу и ряд наград Государственного департамента.

## Мемуары
После выхода в отставку с дипломатической службы в 2014 году, написал книгу воспоминаний «The Back Channel: A Memoir of American Diplomacy and the Case for Its Renewal». В книге описаны события, к которым Бёрнс имел непосредственное отношение как дипломат: операция «Буря в пустыне» (1991), распад Югославии (1999), расширение НАТО и др. Имея более чем 20-летний активный опыт работы на советском, а затем российском направлении, Бёрнс описывает подробности развития российско-американских отношений и объясняет, почему в итоге они зашли в тупик.

### Комментарии
1. ↑  В 2020 году вышел русский перевод.

### Сноски
1. ↑  Burns, William J. // Чешская национальная авторитетная база данных
2. 1 2  Новым главой ЦРУ станет бывший посол США в России Уильям Бернс Архивная копия от 11 января 2021 на Wayback Machine, BBC, 11.01.2021
3. ↑  Appointment of William J. Burns as a Special Assistant to the President for National Security Affairs (англ.). Ronald Reagan. Дата обращения: 17 июля 2023. Архивировано 13 января 2021 года.
4. ↑  Abrams J. Senate confirms 6 cabinet secretaries Архивная копия от 3 февраля 2009 на Wayback Machine // Real Clear Politics. — January 20, 2009.
5. ↑  Deutsche Welle (www.dw.com). Новым главой ЦРУ стал экс-посол США в России Уильям Бернс | DW | 19.03.2021. DW.COM. Дата обращения: 28 марта 2021. Архивировано 21 марта 2021 года.
6. ↑  В Москве состоялась встреча Патрушева и директора ЦРУ Бернса. «Коммерсантъ» (2 ноября 2021). Дата обращения: 2 ноября 2021. Архивировано 2 ноября 2021 года.
7. ↑  Си-эн-эн: директор ЦРУ посетил Украину в начале октября Архивная копия от 20 октября 2022 на Wayback Machine, BBC, 27.10.2022
8. ↑  Politico. Burns: Ukraine could lose by end of 2024 (англ.). politico.com (18 апреля 2024). Дата обращения: 24 апреля 2024. Архивировано 24 апреля 2024 года.
9. 1 2 3  cable 07MOSCOW5154, ADDRESSING RUSSIAN ARMS SALES Архивная копия от 7 декабря 2010 на Wayback Machine
10. ↑  Бёрнс, 2020.